# Agathis atropurpurea
Agathis atropurpurea là một loài thực vật hạt trần trong họ Araucariaceae. Loài này được Hyland mô tả khoa học đầu tiên năm 1978.